# 寶壽公主
燕舒國大長公主（1060年—1112年），宋仁宗趙禎第十二女，母昭淑貴妃。嘉祐六年（1061年）晉封寶壽公主。八年（1063年）晉順國長公主。
宋英宗治平四年（1067年）晉冀國大長公主。宋神宗元豐五年（1083年）改魏國大長公主，下嫁開州團練使郭獻卿。後晉楚國大長公主。宋徽宗年間改吳國大長公主，晉吳越國大長公主，後改秦兗國大長公主。
政和二年（1112年）薨逝，追封為燕舒國大長公主，全諡懿穆大長帝姬。